# 蒙蒂切洛布里安扎
蒙蒂切洛布里安扎（義大利語：Monticello Brianza），是意大利莱科省的一个市镇。总面积4平方公里，人口4240人，人口密度1060.0人/平方公里（2009年）。国家统计（ISTAT）代码为097054。